# Everton Gonçalves Saturnino
Everton Gonçalves Saturnino (sinh ngày 5 tháng 2 năm 1990 ở Cascavel), còn được biết với tên đơn giản Everton, là một cầu thủ bóng đá người Brasil thi đấu cho Bangkok United ở vị trí trung vệ.

## Danh hiệu

### Câu lạc bộ
Lajeadense
- Copa FGF: 2014

Luverdense
- Campeonato Mato-Grossense: 2016

Chiangrai United
- Cúp Hiệp hội Bóng đá Thái Lan (1): 2017